# Arderea cărților în Germania (1933)

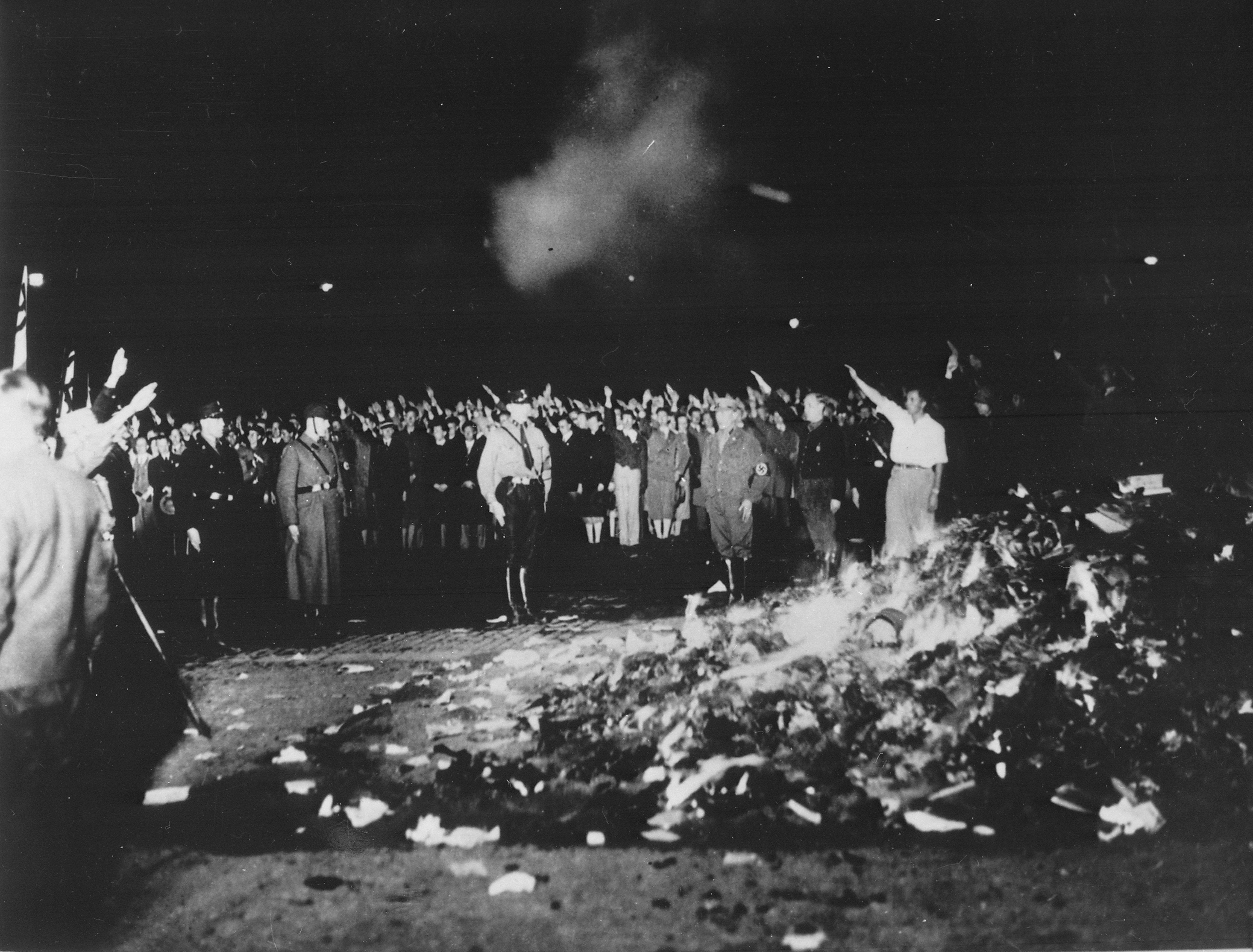
Arderea cărților în Germania (1933)

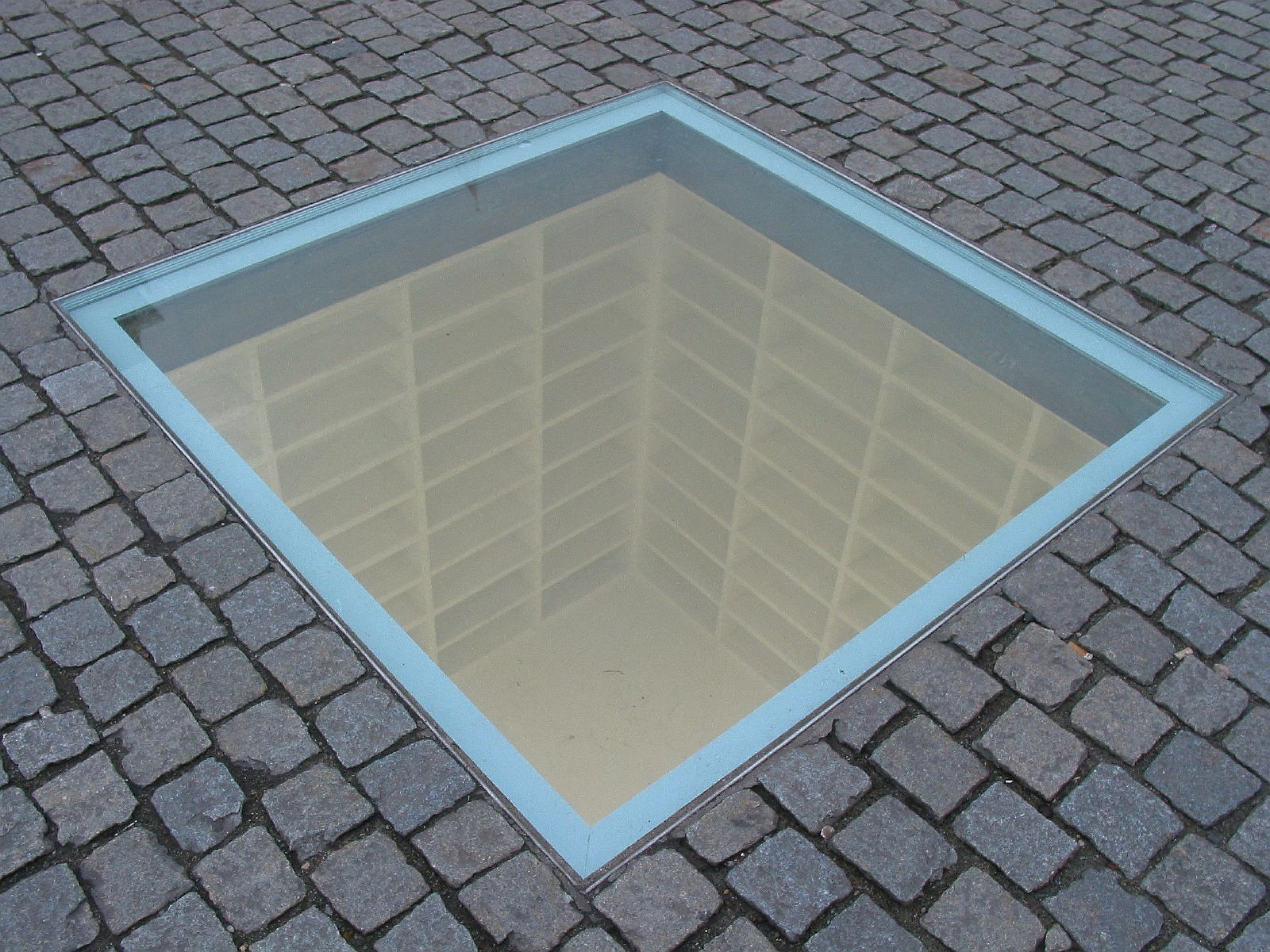
Biblioteca goală, pe locul în care au fost arse cărți

Arderea cărților a fost o acțiune demonstrativă organizată de naziști pe 10 mai 1933, la scurt timp după preluarea puterii, în piața operei din Berlin. Au fost distruse cărți care nu corespundeau ideologiei naziste. Între autorii ai căror cărți trebuiau arse s-au numărat Bertolt Brecht, Sigmund Freud, Ernest Hemingway, Jack London, Thomas Mann, Karl Marx, Erich Maria Remarque, Joseph Roth, Bertha von Suttner și mulți alții, care în concepția naziștilor propagau idei comuniste și care după părerea lor nu corespundeau spiritului german. Unii din autorii cărților indezirabile au fost scriitori evrei. Acțiunea de distrugere a cărților a urmat în alte 21 de orașe universitare din Germania.
Pe locul arderii cărților din Berlin a fost amplasat în anul 1995 memorialul Biblioteca goală.